# Aufzeichnungen aus dem Kellerloch
Aufzeichnungen aus dem Kellerloch (russisch Записки из подполья, wiss. Transliteration: Zapiski iz podpolʹja, dt. auch Aufzeichnungen aus dem Untergrund) ist ein kurzer Roman von Fjodor Dostojewski, der erstmals 1864 in der Zeitschrift Epocha erschien. Er zählt zu Dostojewskis bekanntesten Werken und gilt bei vielen als der weltweit erste existentialistische Roman.

## Inhalt
Der Roman zerfällt in zwei stilistisch sehr unterschiedliche Teile: der erste ist essayistisch, der zweite erzählerisch angelegt und wurde gelegentlich als Novelle betrachtet. Hauptfigur und Ich-Erzähler ist ein etwa 40-jähriger ehemaliger Beamter, dessen Name nicht erwähnt wird. Über seine Lebenssituation wird nur bekannt, dass er den Dienst quittierte, alleine in einer Kellerwohnung am Rand von St. Petersburg lebt und seinen Lebensunterhalt aus einer bescheidenen Erbschaft bestreitet. Der erste Teil von Aufzeichnungen aus dem Kellerloch ist eine Niederschrift seiner Gedanken sowohl zur Gesellschaft, als auch zu seiner eigenen Person. Er beschreibt sich selbst als bösartig, verkommen und hässlich, aber hochgebildet; Hauptziel seiner polemischen und scharfen Analysen ist der „moderne Mensch“ und die von ihm geschaffene Gesellschaft, die er bitter und zynisch kommentiert und gegen die er Aggressionen und Rachsucht aufbaut. Seinen eigenen Verfall sieht er als natürlich und notwendig an. Obwohl er betont, die Aufzeichnung nur für sich selber zu verfassen, wendet der Erzähler sich wiederholt an ein nicht näher bezeichnetes Publikum, dessen Fragen er vorwegzunehmen versucht.
Im zweiten Teil erzählt er verschiedene, jeweils schon lange zurückliegende Episoden aus seinem Leben, die sein Scheitern auf beruflicher Ebene sowie im zwischenmenschlichen Bereich und in seinem Liebesleben exemplifizieren. Eine Episode beschreibt etwa ein Treffen mit alten Schulfreunden, die sich im Gegensatz zu ihm alle in gehobenen und abgesicherten Positionen befinden und ihm mit Herablassung begegnen. Seine Aggressionen richten sich daraufhin gegen ihn selbst, und er bemüht sich, sich selbst noch weiter zu erniedrigen. Gleichzeitig lässt er sich an noch tiefer stehenden Menschen aus: Bei der mittellosen Prostituierten Lisa inszeniert er sich als möglicher Retter, um sie gerade in dem Moment, als sie durch ihn Hoffnung zu schöpfen beginnt, mit vielen Selbstvorwürfen zurückzuweisen. Dostojewski selbst fügte den Aufzeichnungen einen kurzen Kommentar bei, der darauf hinweist, dass Figuren und Handlung zwar erfunden seien, bei den Zuständen der zeitgenössischen Gesellschaft jedoch nicht nur möglich, sondern sogar unausbleiblich seien.

## Entstehung und Rezeption

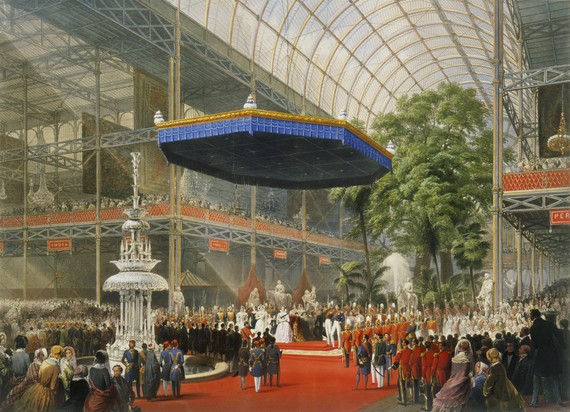
In den Aufzeichnungen aus dem Kellerloch stellte Dostojewski den Crystal Palace als Symbol des Materialismus und der Industrialisierung dar.

Dostojewski schrieb diesen Text im Winter 1863/64 in Moskau. Er litt in dieser Zeit an epileptischen Anfällen und anderen langwierigen Erkrankungen; seine Finanzlage war aufgrund von Spielschulden, die er kurz zuvor in Homburg vor der Höhe gemacht hatte, desolat. Die Zeitschrift Epocha, in der die Aufzeichnungen schließlich erschienen, wurde ab März 1864 von seinem Bruder Michail herausgegeben. Da sie weniger liberal ausgerichtet war als die Vorgängerzeitschrift Vremja, litt sie unter zurückgehenden Leserzahlen. Die Veröffentlichung eines Textes, der derart unpopuläre Ideen enthielt und sich offen gegen Modeerscheinungen wie Tschernyschewskis Roman Was tun? stellte, wurde so zu einem Risiko für die Zeitschrift selbst. Dostojewski war von der Qualität der Aufzeichnungen jedoch überzeugt und sprach in der Planungsphase seinem Bruder gegenüber von einem „starke[n] und freimütige[n] Werk“, dessen Analysen „die Wahrheit“ seien.
Die Aufzeichnungen aus dem Kellerloch wurden zunächst vor allem als psychologische Studie wahrgenommen. Zu ihren ersten Bewunderern zählte Friedrich Nietzsche, der das Werk als einen „wahre[n] Glücksgriff für die Psychologie“ bezeichnete und damit nachhaltig eine ausgiebige Rezeption im deutschsprachigen Raum auslöste. Für Nietzsche waren die Aufzeichnungen (die er in französischer Übersetzung las) die erste Begegnung mit Dostojewski. Außerdem wurden die Aufzeichnungen als Angriff auf Tschernyschewskis Roman Was tun? (erschienen 1863)  wahrgenommen, der sich in optimistischer Weise mit den Möglichkeiten einer Gesellschaft aus idealistischen, progressiven Menschen beschäftigt und in ganz Europa zu dieser Zeit bei Sozialisten und Revolutionären außerordentlich populär war. Historischer Hintergrund hierfür war eine Fortschrittsgläubigkeit, die aus einflussreichen zeitgenössischen Errungenschaften auf dem Gebiet von Technik und Naturwissenschaften (etwa der Evolutionstheorie) gründete und auf soziale Vorgänge übertragen wurde. Diese Denkweise ist ein zentraler Angriffspunkt der zynischen Analysen des namenlosen Erzählers der Aufzeichnungen, was diese in der damaligen Zeit zumindest inopportun machte.
Verschiedene spätere Rezipienten versuchten, den Text zumindest teilweise autobiografisch zu lesen, was durch die Argumentation gestützt wurde, Dostojewski selbst habe sehr ähnliche Ansichten wie der Erzähler geäußert und diese sogar in seinen Briefen teilweise sehr ähnlich formuliert. Dieser Ansatz ist jedoch umstritten, da sich im Roman viele Ansichten finden, die eindeutig genau auf die fiktive Hauptfigur zugeschnitten sind. In der Literaturwissenschaft gab es wiederholt Versuche, Parallelen zwischen den Figuren der Aufzeichnungen und verschiedenen Charakteren aus Dostojewskis später erschienenen Romanen zu ziehen. Die Prostituierte Lisa wurde etwa als Prototyp für die Figur der Sonja in Schuld und Sühne gelesen. Der Erzähler selbst wiederum weist in seiner Art, Gedankenexperimente und Vernunft über Moral zu stellen und damit schließlich bei sich selbst einen unlösbaren Gewissenskonflikt auszulösen, Parallelen zu Raskolnikow oder zu Nikolai Stawrogin aus den Dämonen auf.

## Verfilmung
1995 wurde der Roman unter der Regie von Gary Walkow unter dem Titel Notes from Underground verfilmt. In den Hauptrollen sind Henry Czerny und Sheryl Lee zu sehen.

## Übersetzungen
- Aufzeichnungen aus dem Kellerloch
  - Übersetzt von Swetlana Geier, Reclam Textausgabe mit Anmerkungen von Hans Walter Poll, 1986, auch als Fischer-Taschenbuch
  - Übersetzt von Hermann Röhl, Anaconda (Große Klassiker zum kleinen Preis Band 70) 2008
- Aufzeichnungen aus dem Abseits. Aus dem Russischen übersetzt und herausgegeben von Felix Philipp Ingold. Verlag Dörlemann, Zürich 2016, 256 S., ISBN 978-3-03820-032-1
- Aufzeichnungen aus dem Untergrund
  - Übersetzt von Ursula Keller, Manesse Verlag 2021